# Die Legende vom Krabat

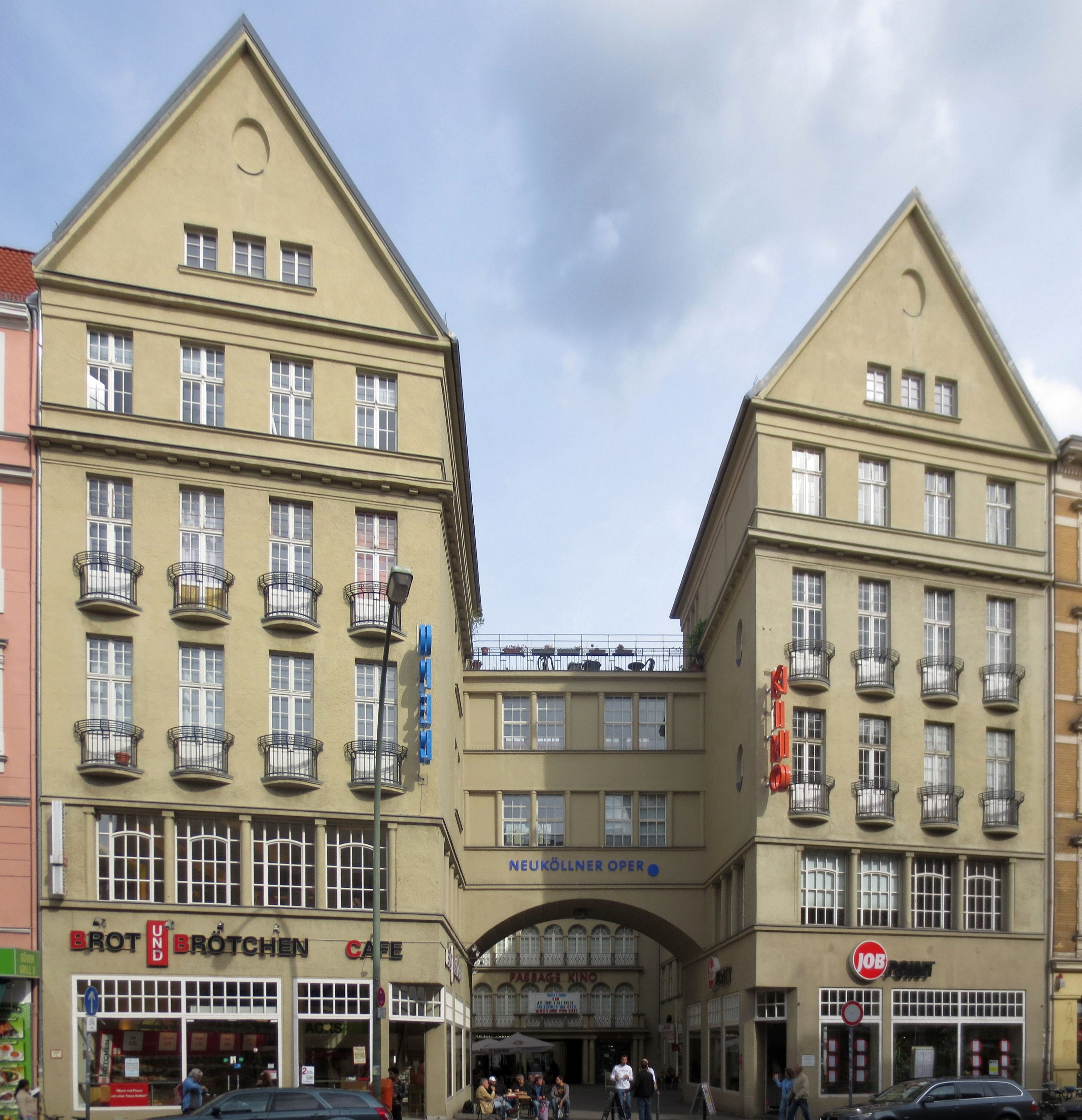
Ort der Uraufführung:
die Neuköllner Oper

Die Legende vom Krabat ist eine Oper von Peter Lund (Text) und Winfried Radeke (Musik), die auf der mündlich und schriftlich überlieferten sorbischen Sage von Krabat basiert und 1997 an der Neuköllner Oper uraufgeführt wurde.

## Handlung
Die Legende vom Krabat erzählt die Geschichte eines jungen, ehrgeizigen Müllersburschen. Es werden seine Lehrjahre in der schwarzen Zaubermühle beschrieben, seine Teilnahme an den Türkenkriegen, in denen er zu Ruhm und Ehre gelangt und seine Zeit am kurfürstlich sächsischen Hof Augusts des Starken.

## Aufbau des Stückes
Weil die Oper über vier Stunden lang dauert, entschloss sich die Neuköllner Oper zu einer Aufspaltung in zwei Teile, die an verschiedenen Tagen stattfinden konnten. Der erste Abend erhielt den Titel Die Rote Dame, der zweite Abend wurde König und Narr genannt.

## Premiere
Der erste Teil Die Rote Dame wurde am 18. November 1997 an der Neuköllner Oper uraufgeführt, der zweite Teil König und Narr am 26. November 1997.

## Ensemble der ersten Spielzeit

### Besetzung
- Regie/Buch: Peter Lund
- Musik: Winfried Radeke
- Bühnenbild: Birgit Remuss
- Kostüme: Heide Schiffer-El Fouly

### Darsteller
- Krabat: Michael Hoffmann
- Anders: Andreas Joksch
- Der Meister: Dietr Podzus
- Die Mutter: Linda Naumann
- Sultan/Jakob: Thomas Bossen
- Michel/Spielmann: Wolfgang Kramer
- Die Rote Dame: Susanne Serfling
- Der Blöde Otto: Hartmut Kühn

## Kritik
Jürgen Otten von der Berliner Zeitung konnte sich mit der modernen Opernfassung der Sage nicht anfreunden und sagt, die Musik wisse nicht,  „ob sie modern oder nicht modern sein will, anrührend oder kopflastig, melodiös oder rhythmisch-perkussiv.“